# Essey-lès-Nancy
Pour les articles homonymes, voir Essey (homonymie) et Nancy (homonymie).
Essey-lès-Nancy est une commune française située dans le département de Meurthe-et-Moselle en région Grand Est.

## Géographie

### Localisation
Essey-lès-Nancy est une ville lorraine située au nord-est de la France, dans la banlieue est de Nancy.

### Communes limitrophes
Les communes limitrophes sont  Agincourt, Dommartemont, Dommartin-sous-Amance, Pulnoy, Saint-Max, Saulxures-lès-Nancy, Seichamps et Tomblaine.
| Agincourt    |                 | Seichamps           |
| Dommartemont | Essey-lès-Nancy | Pulnoy              |
| Saint-Max    | Tomblaine       | Saulxures-lès-Nancy |

### Hydrographie
La commune est dans le bassin versant du Rhin au sein du bassin Rhin-Meuse. Elle est drainée par le ruisseau de Gremillon,.
Le Grémillon est le plus important ruisseau qui passe sur le territoire d'Essey. Il prend sa source à Pulnoy au lieu-dit la Moissonnerie à 240 mètres d'altitude. Avant travaux d'assainissement il recevait un affluent de Seichamps. Il traverse Essey sur 3 km puis entre à Saint-Max et se jette dans la Meurthe à Tomblaine près de la piscine du Lido. Durant son parcours d'environ 6 km, il recevait les eaux de nombreux autres petits ruisseaux (la Noue de Saint-Max / Dommartemont aujourd'hui dévié, ainsi que les ruisseaux issus des coteaux d'Essey).

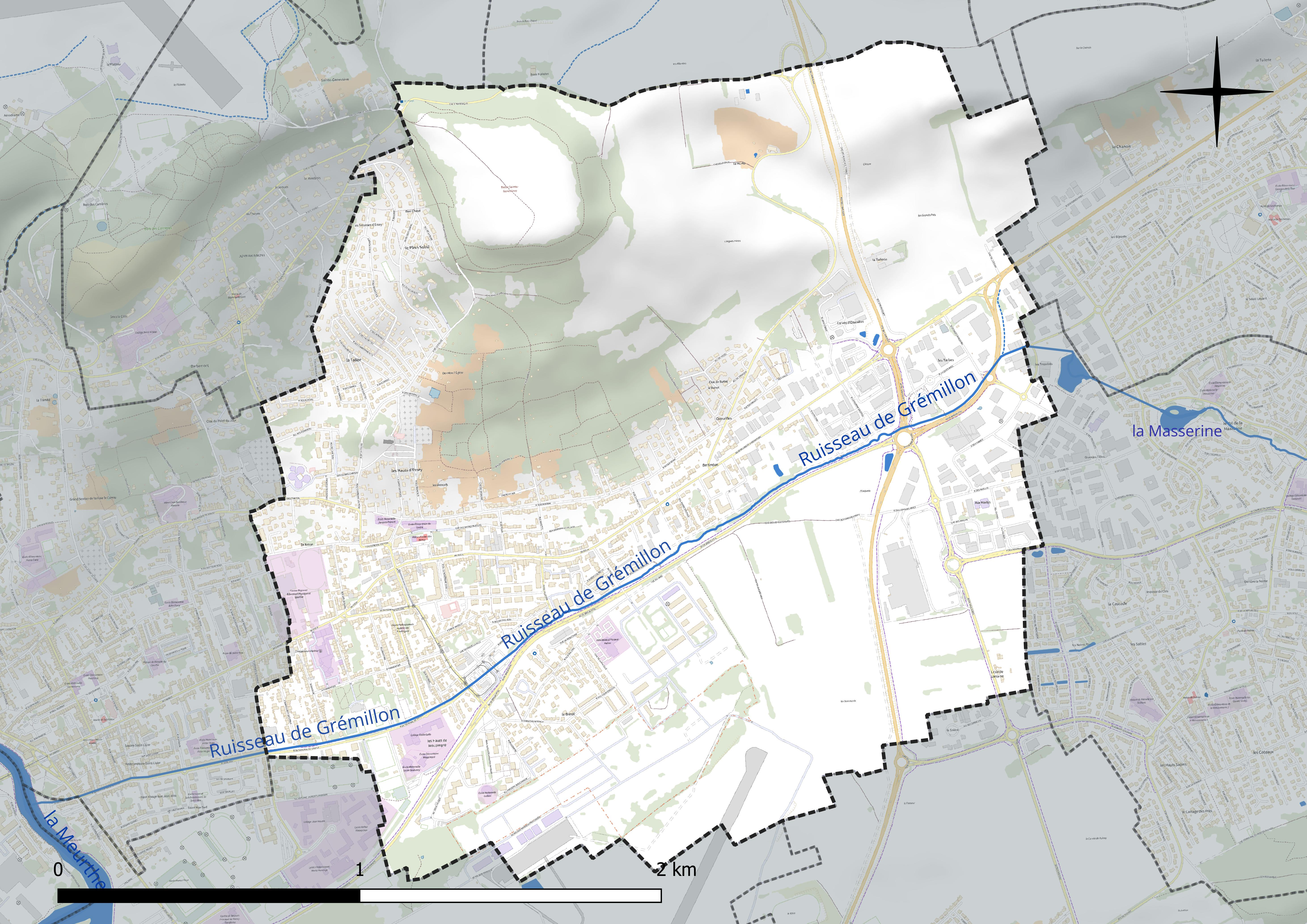
Réseau hydrographique d'Essey-lès-Nancy.

### Climat
Pour des articles plus généraux, voir Climat du Grand Est et Climat de Meurthe-et-Moselle.
En 2010, le climat de la commune est de type climat des marges montargnardes, selon une étude du Centre national de la recherche scientifique s'appuyant sur une série de données couvrant la période 1971-2000. En 2020, Météo-France publie une typologie des climats de la France métropolitaine dans laquelle la commune est exposée à un climat semi-continental et est dans la région climatique Lorraine, plateau de Langres, Morvan, caractérisée par un hiver rude (1,5 °C), des vents modérés et des brouillards fréquents en automne et hiver.
Pour la période 1971-2000, la température annuelle moyenne est de 10 °C, avec une amplitude thermique annuelle de 17 °C. Le cumul annuel moyen de précipitations est de 813 mm, avec 12,2 jours de précipitations en janvier et 9,4 jours en juillet. Pour la période 1991-2000, la température moyenne annuelle observée sur la station météorologique de Météo-France la plus proche, « Nancy-Essey », sur la commune de Tomblaine à 3 km à vol d'oiseau, est de 11,0 °C et le cumul annuel moyen de précipitations est de 746,3 mm. 
La température maximale relevée sur cette station est de 40,1 °C, atteinte le 24 juillet 2019 ; la température minimale est de −24,8 °C, atteinte le 21 février 1956,,.
| Mois                                  | jan.             | fév.             | mars             | avril           | mai             | juin           | jui.          | août           | sep.            | oct.            | nov.             | déc.             | année      |
| ------------------------------------- | ---------------- | ---------------- | ---------------- | --------------- | --------------- | -------------- | ------------- | -------------- | --------------- | --------------- | ---------------- | ---------------- | ---------- |
| Température minimale moyenne (°C)     | −0,2             | 0                | 2,1              | 4,5             | 8,7             | 12,2           | 14,2          | 13,9           | 10,2            | 7,1             | 3,4              | 1                | 6,4        |
| Température moyenne (°C)              | 2,6              | 3,5              | 6,9              | 10,2            | 14,2            | 17,9           | 20            | 19,6           | 15,6            | 11,3            | 6,4              | 3,5              | 11         |
| Température maximale moyenne (°C)     | 5,4              | 7,1              | 11,6             | 15,8            | 19,8            | 23,5           | 25,8          | 25,4           | 20,9            | 15,5            | 9,4              | 6                | 15,5       |
| Record de froid (°C) date du record   | −21,6 13.01.1968 | −24,8 21.02.1956 | −15,9 04.03.1965 | −6,8 02.04.1958 | −4,2 03.05.1960 | 1,6 05.06.1953 | 2 01.07.1962  | 2,8 26.08.1966 | −1,3 24.09.1948 | −7,9 27.10.1950 | −12,7 23.11.1998 | −21,3 30.12.1939 | −24,8 1956 |
| Record de chaleur (°C) date du record | 16,8 05.01.1999  | 20,8 27.02.19    | 26 31.03.21      | 29,3 18.04.1949 | 33 28.05.17     | 37,2 26.06.19  | 40,1 24.07.19 | 39,3 08.08.03  | 34,4 15.09.20   | 27,6 13.10.23   | 22,7 02.11.20    | 18,5 16.12.1989  | 40,1 2019  |
| Ensoleillement (h)                    | 524              | 801              | 1 396            | 1 812           | 2 056           | 2 235          | 2 348         | 2 194          | 1 719           | 1 046           | 521              | 432              | 17 083     |
| Précipitations (mm)                   | 64,4             | 54,8             | 54,1             | 44,3            | 67,9            | 56             | 63            | 67,2           | 61,1            | 66,5            | 68,9             | 78,1             | 746,3      |

| Diagramme climatique                                  |          |             |             |             |            |            |              |              |             |            |        |
| J                                                     | F        | M           | A           | M           | J          | J          | A            | S            | O           | N          | D      |
| 5,4−0,264,4                                           | 7,1054,8 | 11,62,154,1 | 15,84,544,3 | 19,88,767,9 | 23,512,256 | 25,814,263 | 25,413,967,2 | 20,910,261,1 | 15,57,166,5 | 9,43,468,9 | 6178,1 |
| Moyennes : • Temp. maxi et mini °C • Précipitation mm |          |             |             |             |            |            |              |              |             |            |        |

Les paramètres climatiques de la commune ont été estimés pour le milieu du siècle (2041-2070) selon différents scénarios d'émission de gaz à effet de serre à partir des nouvelles projections climatiques de référence DRIAS-2020. Ils sont consultables sur un site dédié publié par Météo-France en novembre 2022.

## Urbanisme

### Typologie
Au 1er janvier 2024, Essey-lès-Nancy est catégorisée grand centre urbain, selon la nouvelle grille communale de densité à sept niveaux définie par l'Insee en 2022.
Elle appartient à l'unité urbaine de Nancy, une agglomération intra-départementale regroupant 28  communes, dont elle est une commune de la banlieue,,. Par ailleurs la commune fait partie de l'aire d'attraction de Nancy, dont elle est une commune du pôle principal,. Cette aire, qui regroupe 353 communes, est catégorisée dans les aires de 200 000 à moins de 700 000 habitants,.

### Occupation des sols

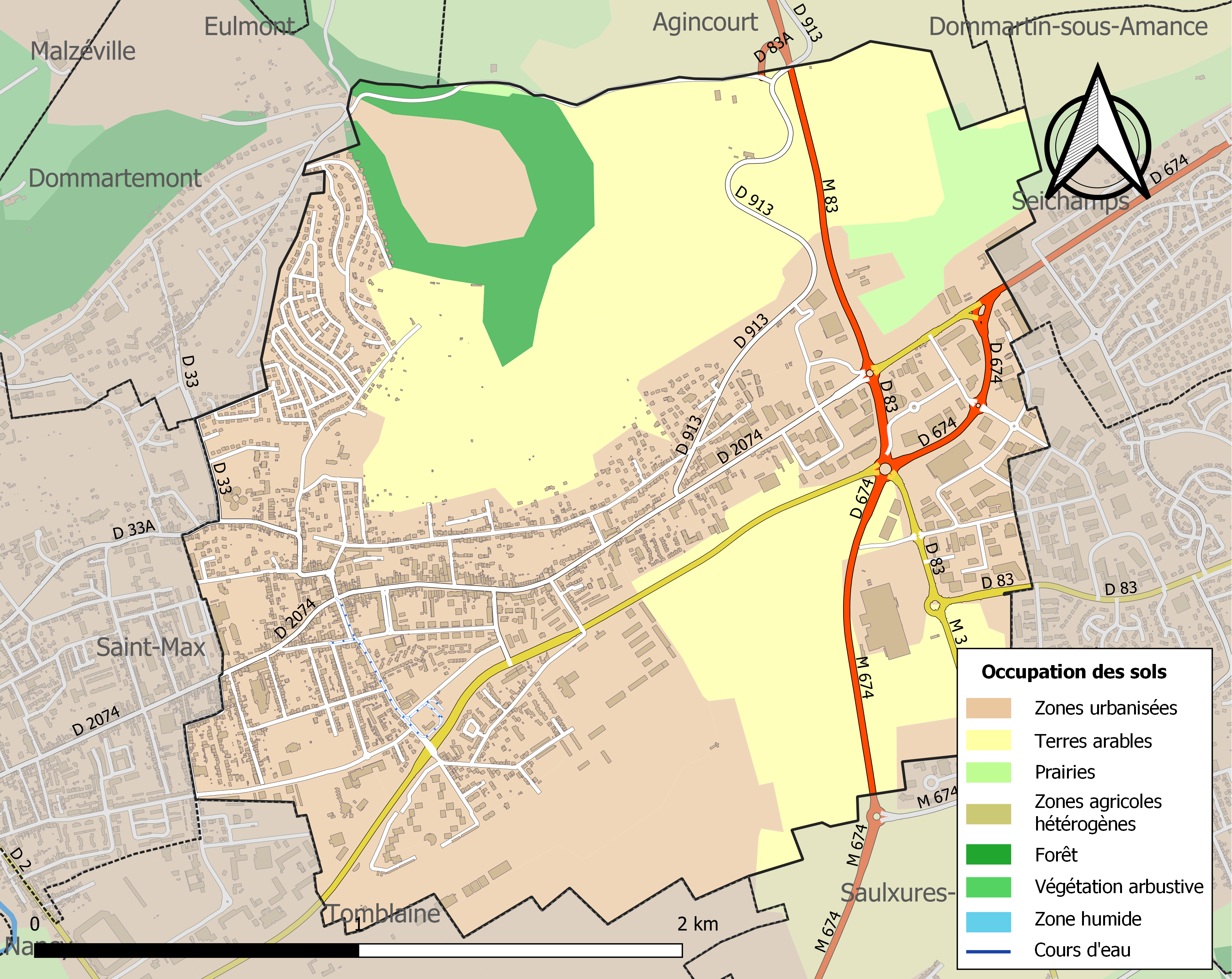
Carte des infrastructures et de l'occupation des sols de la commune en 2018 (CLC).

L'occupation des sols de la commune, telle qu'elle ressort de la base de données européenne d’occupation biophysique des sols Corine Land Cover (CLC), est marquée par l'importance des territoires artificialisés (59,1 % en 2018), en augmentation par rapport à 1990 (53 %). La répartition détaillée en 2018 est la suivante : zones urbanisées (29,4 %), zones industrielles ou commerciales et réseaux de communication (26,9 %), terres arables (25,1 %), cultures permanentes (8 %), forêts (4,6 %), prairies (3,2 %), espaces verts artificialisés, non agricoles (2,7 %). L'évolution de l’occupation des sols de la commune et de ses infrastructures peut être observée sur les différentes représentations cartographiques du territoire : la carte de Cassini (XVIIIe siècle), la carte d'état-major (1820-1866) et les cartes ou photos aériennes de l'IGN pour la période actuelle (1950 à aujourd'hui).

### Morphologie urbaine
La ville est découpée en quatre quartiers principaux :
- Essey-Centre ;
- Essey-Mouzimpré (Tourterelles) ;
- Essey-Kléber (Ozerailles) ;
- Essey-La Fallée (Hauts d'Essey).

### Logement
Le nombre de logements sur la commune a été estimé à 3 415 en 2007. Ces logements se composent de 3 238 résidences principales, 10 résidences secondaires ou occasionnels ainsi que 166 logements vacants.

### Voies de communication et transports
Routes nationales et départementales
La RN 74 RN 413 / RD 913, la RD 32 et RD 83 traversaient la commune. Elles sont désormais intégrées dans le réseau de voirie métropolitaines.

#### Transports urbains

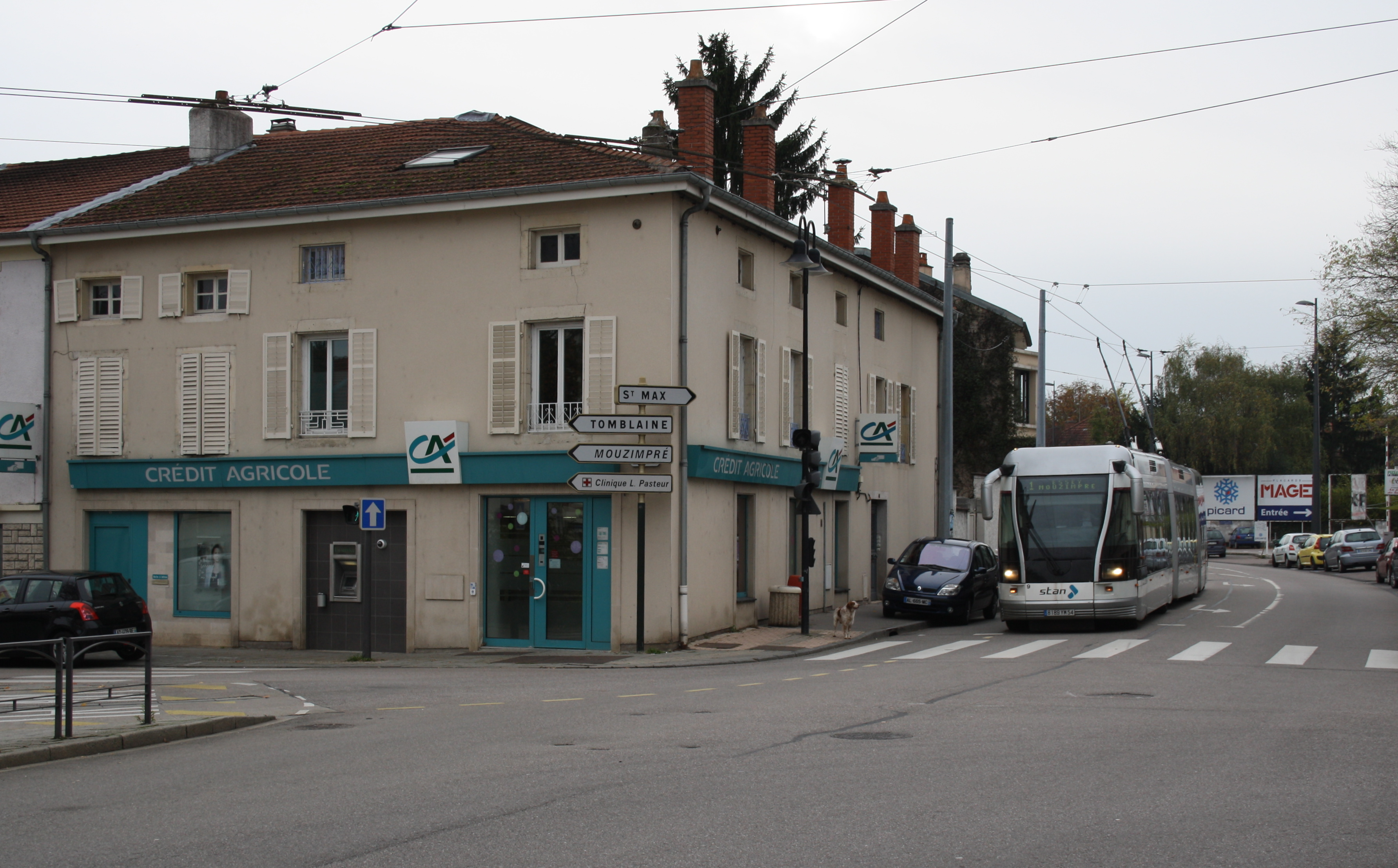
Le TVR de Nancy, avenue Foch.

En 2001 est créé le réseau Stan et avec lui la ligne 1 d'un nouveau tramway sur pneu. Cette ligne relie Essey au CHU, situé à Vandœuvre-lès-Nancy. Trois arrêts sont situés sur le territoire de la commune : Clinique Pasteur, Essey Roosevelt (aujourd'hui Essey Centre) et le terminus Essey Mouzimpré. Arrêtée en 2023, la ligne de TVR est remplacée depuis le 5 avril 2025 par la nouvelle ligne de trolleybus.
Essey-lès-Nancy est reliée au Grand Nancy grâce aux lignes du réseau de transport de l'agglomération nancéienne appelé Réseau Stan :
Aujourd'hui, la ville est desservie par une ligne de trolleybus, trois lignes de bus et un service de transport à la demande :
- Ligne T1 : Essey Mouzimpré - Vandœuvre Brabois-Hôpitaux
- Tempo 3 : Seichamps Haie Cerlin - Villers Campus Sciences
- Ligne 22 : Essey Porte Verte - Saint Max Gérard Barrois
- Ligne 31a et 31b : Essey la Fallée - Saint Max Place Barrois - Essey Plein Soleil
- Résago 3 (service de transport à la demande)

Réseau Transport FLUO de compétence Région Grand Est : (ancien réseau TED)
- ligne 350 Nancy-Château Salins
- ligne d'Amance, de Sornéville, de Brin-sur-Seille, de l'INRA

#### Voies cyclables
La commune est desservie par la voie verte du Grémillon inaugurée le 13 juillet 2019. Elle relie Nancy Port Sainte Catherine à Seichamps Martinchamps en desservant les rives de Meurthe (connexion V50 / V52) Tomblaine, Essey et Pulnoy. Le souhait est de rejoindre la Voie Verte de l'Amezule.
D'autres voies sont envisagées par la ville vers Saulxures, Saint-Max, Seichamps (direct) et Agincourt.[réf. nécessaire]

#### Aéroports

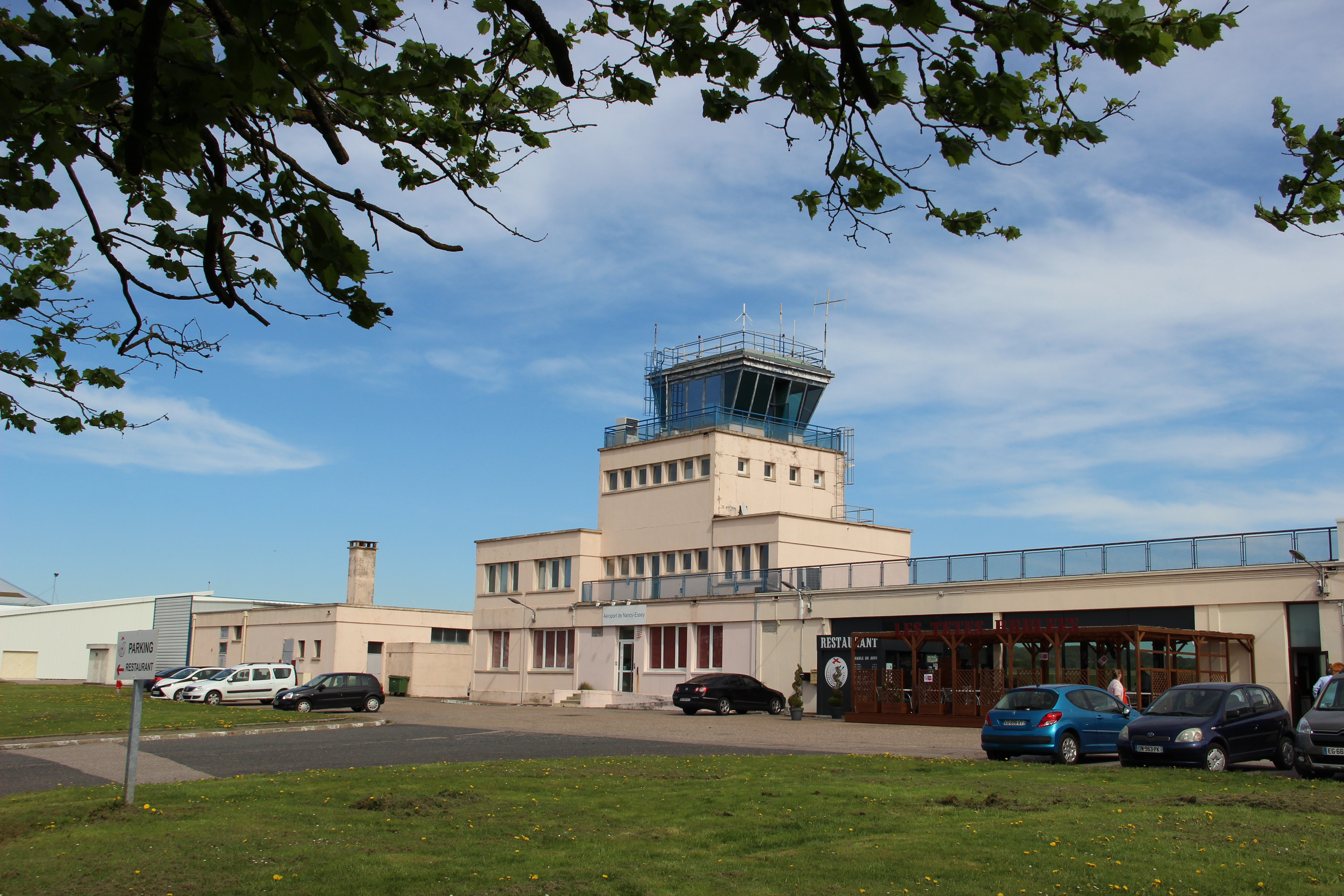
L'Aéroport de Nancy-Essey.

L'aéroport de Nancy-Essey qui, malgré son nom, se situe majoritairement sur le territoire de la ville de Tomblaine, est composé d'une tour de contrôle, d'une aérogare et d'une piste de 1 600 mètres. L'ouverture de l'aéroport Metz-Nancy-Lorraine en 1991 a entraîné une réduction importante du trafic de celui d'Essey. C'est à partir de cette date qu'il est devenu réservé aux vols privés et commerciaux.

### Risques naturels et technologiques

#### Inondations
Le risque d’inondation existe, en cas de ruissellement trop important. Du 21 au 22 mai 2012, des pluies diluviennes ont submergé plusieurs rues et entraîné un mort par noyade et d'importants dégâts matériels. À la suite de cela, la rivière qui était partiellement canalisée dans des buses souterraines sur le territoire de commune recouvre l'air libre et bénéficie à partir de 2017 d'un  ouvrage de rétention des crues de 15 000 m3 dans cette commune.

#### Sismicité
Commune située dans une zone 1 de sismicité faible.

## Toponymie
La localité a été désignée comme Acciagum in pago Calvomontense (780) ; Aciacum (960) ; Ecclesia de Aceio (1127-1168) ; Acey (1248) ; Aci que siet delez Nancei (1273) ; Ascey près de Nancey (1375) ; Escey-davant Nancey (1402) ; Assey (1525) ; Essey-devant-Nancy (1782) ; Essey (1793),.
Plusieurs origines ont été attribuées au nom Essey-lès-Nancy. Comme c'était le cas de nombreuses cités romaines, il viendrait du nom d'un homme influent ayant une propriété dans les environs. Dans notre cas, il s'agirait d'Accius ce qui donne Acciacum : propriété d'Accius.
Le nom apparait en 1263 dans un acte d'hommage de Milon au duc de Lorraine Ferry III pour la seigneurie d'Aci (Essey).
On le trouve ensuite dans l'acte de 1337 qui est à l'origine du partage de la seigneurie d'Aci (Essey), en deux maisons fortes : Bas-Château et Haut-Château (Haut-Meix).
Essey-lès-Nancy prendrait son nom actuel en 1631. À noter que la préposition lès vient du latin latus qui signifie « à côté de » ou « près de ».

## Histoire

### Antiquité

#### Les Leuques
Au cours du dernier millénaire avant Jésus-Christ, les Leuques (un peuple gaulois occupant le sud de la Lorraine) s'installent sur la butte Sainte-Geneviève dans une enceinte d'environ 20 hectares. La situation de la butte est propice à une défense efficace ainsi qu'à une vie communautaire organisée et stable. Ils y développent le commerce avec d'autres tribus, comme les Médiomatriques présents aux alentours de Metz. Au cours des fouilles de 1909 et 1910, les ruines d'une trentaine de cabanes et d'un silo à grain ont été révélées. De nombreux objets, tels que des couteaux en fer ou des pièces de monnaie en argent et en bronze ont également été retrouvés. La plupart de ces objets font actuellement partie de la collection du Musée lorrain de Nancy.

#### Les Gallo-romains
Les Leuques entreprennent très tôt de commercer avec les Romains. Lors de la conquête de la Gaule par Jules César, ils ne se joignent pas aux tribus soutenant Vercingétorix. Cette neutralité favorisa l'intégration des Romains dans la tribu et donc la formation d'un nouveau peuple : les Gallo-romains. Le village gaulois devient un vicus, mais la construction d'un oppidum s'avère très vite nécessaire en raison des nombreux peuples envahisseurs cherchant à conquérir l'Empire romain.
Le meilleur exemple concernant Essey est le cas des Alains, un peuple scythique nomade, qui envahissent la Gaule en 406 apr. J.-C. Ils rencontrent sur le territoire d'Essey en 408, des troupes romaines composées d'hommes des camps d'Essey et de Ludres, et y sont entièrement mis en défaite.
Des fouilles, entreprises en 1843 et 1866, ont attesté la présence de l'oppidum. Quelques vestiges des fortifications ainsi qu'une tombe de guerrier sont encore visibles aujourd'hui.

### Moyen Âge
Au début du Moyen Âge, le village est partagé entre quatre communautés religieuses qui, en l'échange d'un impôt : la dîme, assurent la protection des habitants et de leurs biens. Ces communautés sont celles de Bouxières-aux-Dames, Salonnes, Flavigny et Gorze.
En 959, à la suite du partage de la Lotharingie, le village est intégré au duché de Lorraine.
Deux seigneuries se mettent en place : le Haut et le Bas-Château. Aucune source n'indique un quelconque conflit important entre ces deux seigneuries. Toutefois, du XIVe siècle au XVIe siècle, elles sont convoitées par les évêques de Metz alliés aux comtes de Baret doivent subir leurs multiples incursions. Le Haut-Château n'est jamais pris, mais des habitations de paysans sont de nombreuses fois brulées ou ravagées.

### Temps modernes
En 1630, la peste arrive à Essey. Elle n'en part que dix ans plus tard après avoir tué près d'un tiers de la population.
Durant la guerre de Trente Ans, en 1633, Nancy et le Haut-Château sont assiégés par les troupes françaises de Louis XIII et Richelieu. Essey et ses châteaux sont ravagés par les assaillants, mais le village se reconstruit tout de même, et le Haut-Château est entièrement rebâti au style de la Renaissance française en moins de 50 ans. Il accueille d'ailleurs le 30 octobre 1681 Louis XIV et son épouse.

### Révolution française et Empire
Essey n'est pas épargné par les guerres napoléoniennes

### Époque contemporaine
Les maisons construites sur les hauteurs sont petit à petit abandonnées, et le village se développe dans la plaine.
Durant la Guerre franco-allemande de 1870, les habitants sont contraints de loger des officiers ennemis, et à verser de très lourdes indemnités de guerre. Le conseil municipal réussit à plusieurs reprises à faire baisser les sommes demandées.

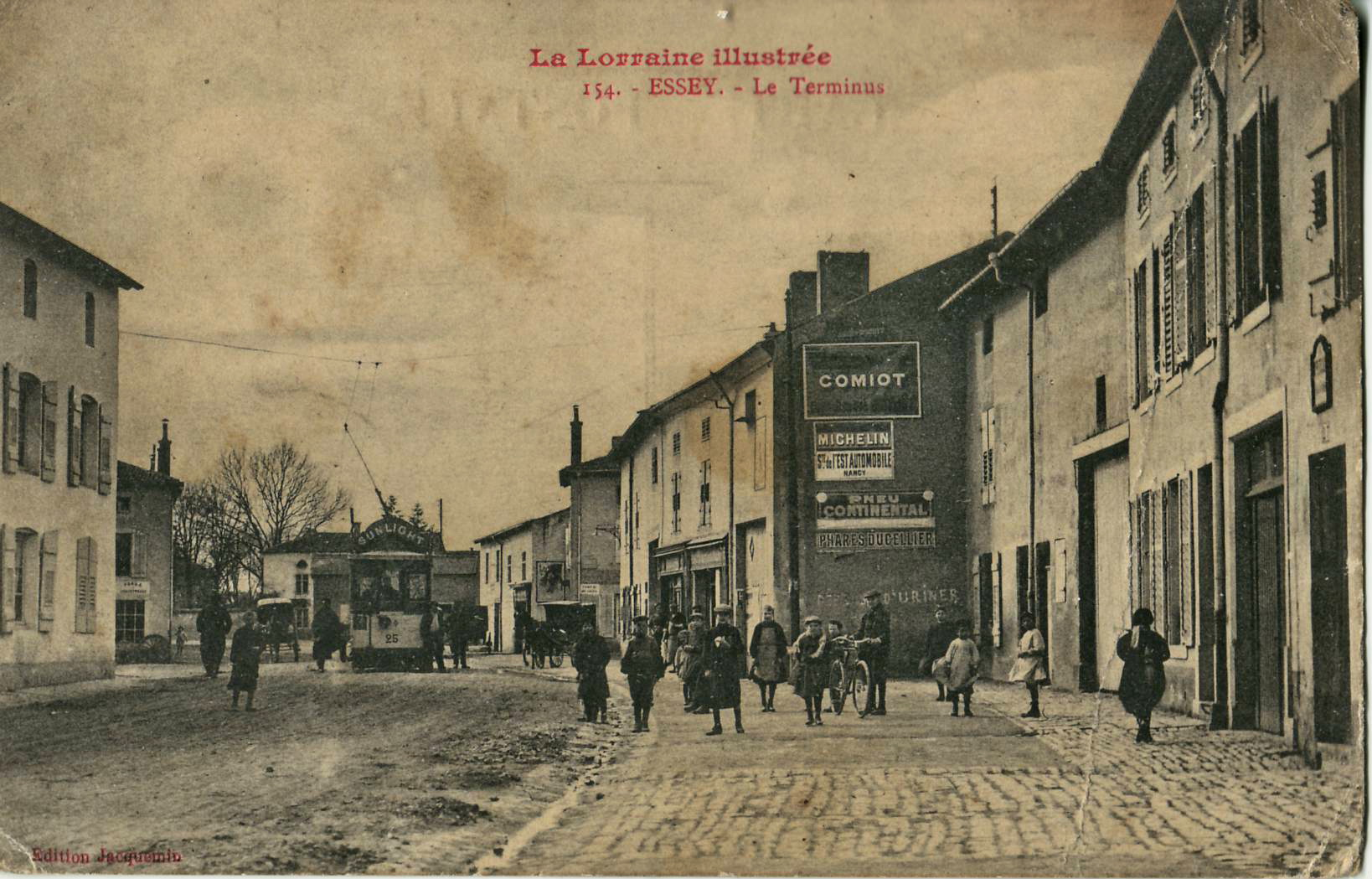
Le tramway, avant la Première Guerre mondiale.

En 1876, la Compagnie générale française de tramways (CGFT) instaure une ligne reliant Préville à la Grande Rue d'Essey (actuelle avenue Foch). Le tramway sur deux rails est alors tiré par des chevaux. Les tramways électriques arrivent progressivement à partir de 1898. Cette ligne devient la ligne B de l'Ancien tramway de Nancy en 1909. La ligne 3 électrique entre Laxou et Essey est créée en 1906.
Avant 1903, le courrier est trié à Nancy et la distribution est assurée par cette ville. Mais le 3 mai 1903, un bureau des Postes, télégraphes et téléphones ouvre à l'angle de la rue du Parc (actuelle rue du Général-Leclerc) et de la Grande-Rue (avenue Foch)
En 1905, l'électricité commence à être installée. Elle fonctionne dès février 1906.
Comme toutes les communes françaises, Essey reçoit, le 1er août 1914, l'ordre de mobilisation générale. Durant les quatre années de guerre, aucune bataille ne se déroule sur le territoire du village. Les communes voisines n'ont cependant pas toutes cette chance. Citons Dommartin-sous-Amance, Agincourt, Pulnoy et Malzéville.
Vers 1920, le village obtient le statut de commune urbaine en dépassant les 2 000 habitants.
L'eau courante est disponible à partir de 1932. Elle est alors captée dans la Moselle à Messein. La même année, le bureau de poste est déplacé rue Haute (actuelle rue Patton).
Lors de la Seconde Guerre mondiale, l'aéroport de Nancy-Essey est occupé par les Allemands. Les premiers bombardements sur cette position stratégique, mais également sur la ville, commencent le 25 mars 1944. Le dimanche 17 septembre de cette même année, à 9 h 45, les troupes américaines commandées par le général Patton entrent à Essey.
Trois habitants ont été admis parmi les 4281 Justes parmi les nations de France pour avoir sauvé des personnes juives persécutées par le régime nazi et le gouvernement de Vichy :
- François Flageollet[25].
- Marie-Luce Grosse[26].
- Marguerite Pagès Hugel[27].

En 1958, l'utilisation de tramways est abandonnée au profit des trolleybus.

## Politique et administration
Essey
Adhérente du district orbain de Nancy à sa création dès 1959, la commune reste membre de cette intercommunalité à son passage en 1996 en communauté urbaine du Grand Nancy, puis en 2016 en Métropole du Grand Nancy aux côtés de dix-neuf autres communes.

### Rattachements administratifs et électoraux

#### Rattachements administratifs
La commune se trouve dans l'arrondissement de Nancy du département de Meurthe-et-Moselle.
Elle faisait partie de 1801 à 1879 du canton de Nancy-Est, année où elle intègre le canton de Nancy-Sud. En 1973, la commune est intégrée au canton de Saint-Max. Dans le cadre du redécoupage cantonal de 2014 en France, cette circonscription administrative territoriale a disparu, et le canton n'est plus qu'une circonscription électorale.

#### Rattachements électoraux
Pour les élections départementales, la commune fait partie depuis 2014 d'un nouveau canton de Saint-Max porté de trois à cinq communes.
Pour l'élection des députés, elle fait partie de la première circonscription de Meurthe-et-Moselle.

### Intercommunalité
Essey-lès-Nancy  intègre à sa création en 1959 le District Urbain de Nancy, un regroupement de douze communes qui devient la communauté urbaine du Grand Nancy en 1996, un établissement public de coopération intercommunale (EPCI) à fiscalité propre auquel la commune a transféré un certain nombre de ses compétences, dans les conditions déterminées par le code général des collectivités territoriales.
Celle-ci est transformée en métropole du Grand Nancy le 1er juillet 2016.

### Tendances politiques et résultats

#### Elections municipales
Lors du second tour des élections municipales de 2014 en Meurthe-et-Moselle, la liste PS menée par Michel Breuille obtient la majorité absolue des suffrages exprimés, avec 1 751 voix (50,81 %, 	22 conseillers municipaux élus dont 2 communautaires), devançant de 56 voix celle DVD menée par Rémy Leinster, qui a recueilli 1 695 voix (49,18 %, 7 conseillers municipaux élus).
Lors de ce scrutin, 41,59 % des électeurs se sont abstenus.
Au premier tour des élections municipales de 2020 en Meurthe-et-Moselle, la liste DVG menée par le maire sortant Michel Breuille obtient la majorité absolue des suffrages exprimés, avec 1 535 voix (64,14 %, 24 conseillers municipaux élus dont 2 métropolitains), devançant très largement celle DVD menée par Christophe Chevardé, qui a recueilli 858 voix (35,85 %, 5 conseillers municipaux élus), lors d'un scrutin marqué par la pandémie de Covid-19 en France où 60,36 % des électeurs se sont abstenus. 	

#### Autres élections
Lors du premier tour de l'élection française de 2017, les quatre premiers candidats sont Emmanuel Macron (25,50 % des suffrages exprimés), Marine Le Pen (20,07 %), Jean-Luc Mélenchon (19,79 %) et François Fillon (19,64 %).
Au second tour, le candidat élu Emmanuel Macron obtient 2 663 voix (67,74 %) et Marine Le Pen 1 268 voix (32,26 %) lors d'un scrutin où 27,31 % des électeurs se sont abstenus.
Lors du premier tour de l'élection française de 2022, les quatre premiers candidats sont Emmanuel Macron (31,38 % des suffrages exprimés), Jean-Luc Mélenchon (21,45 %), Marine Le Pen (20,29 %) et Éric Zemmour (6,89 %).
Au second tour, le candidat élu Emmanuel Macron obtient 2 451 voix (63,38 %) et Marine Le Pen 1 4165 voix (36,62 %) loirs d'un scrutin où 30,77 % des électeurs se sont abstenus.

### Administration municipale
En 1975, après deux ans de travaux, la mairie prend la forme qu'on lui connait aujourd'hui. Elle se situe sur la place de la République, en plein cœur d'Essey.
Le premier conseil municipal dans ce nouveau bâtiment se tient le 24 janvier 1975.
La mairie fait partie d'un ensemble administratif qui regroupe un bureau de poste, et la trésorerie de la ville.

### Liste des maires
| Période                                  | Période                   | Identité                        | Étiquette | Qualité |
| ---------------------------------------- | ------------------------- | ------------------------------- | --------- | --- |
| Les données manquantes sont à compléter. |                           |                                 |           | |
|                                          |                           |                                 |           | |
| 1899                                     |                           | Pierre François Xavier Lapelier |           | |
|                                          |                           |                                 |           | |
| 1945                                     | 1965                      | Félix Lallier                   |           | |
| 1965                                     | 1977                      | Jean-Pierre Detourbet           |           | Chef d'entreprise Chevalier de la Légion d'honneur et de l'Ordre national du Mérite, Officier des Palmes académiques.                     |
| mars 1977                                | mars 1989                 | Jacques Racadot                 | DVD       | Agriculteur Président de la Coopérative Agricole Lorraine (1969 → 1994)                                                                   |
| mars 1989                                | mars 2001                 | Jean-Luc Riethmuller            | UDF-CDS   | Fonctionnaire au ministère de l’Agriculture Conseiller général de Saint-Max (1982 → 2001) Député suppléant d'André Rossinot (1978 → 1986) |
| mars 2001                                | mars 2005                 | Michel Stricher                 | PS        | Ancien directeur départemental de l'équipement Démissionnaire                                                                             |
| mars 2005                                | avril 2014                | Jean-Paul Monin                 | PS        | Ingénieur EDF retraité Député suppléant de Chaynesse Khirouni (2012 → 2017)                                                               |
| avril 2014                               | En cours (au 6 juin 2023) | Michel Breuille                 | DVG       | Ancien cadre Vice-président de la Métropole du Grand Nancy (2020 → ) Réélu pour le mandat 2020-2026                                       |

### Jumelages
La commune d'Essey-lès-Nancy est jumelée à celle de Brigachtal (Allemagne - Land de Bade-Wurtemberg) depuis septembre 1984.

## Équipements et services publics

### Enseignement
La commune propose les structures d'enseignement suivantes :
- école maternelle Galilée ;
- école maternelle Jacques-Prévert ;
- école maternelle Sonia-Delaunay ;
- école primaire Mouzimpré ;
- collège Émile-Gallé ;
- école d'application du Centre ;
- centre régional d'éducation populaire et de sport (CREPS).

### Postes et télécommunications
Le bureau de poste se trouve depuis 1975 dans l'ensemble administratif de la place de la République, à côté de la mairie.

### Santé
Essey-lès-Nancy abrite la polyclinique Louis-Pasteur, située non loin du parc municipal Maringer. Sa construction débute en 1967 au 7 rue Parmentier. Elle ouvre ses portes en 1970 sous le nom de clinique Sainte-Lucie et se compose alors de trois services : chirurgie, gynécologie et obstétrique. Elle obtient le statut de polyclinique en avril 1988 après son regroupement avec la clinique Jeanne-d'Arc de Nancy.
La crèche Pitchoum, gérée par la polyclinique, est inaugurée le 7 juillet 1995 au 2 rue Aristide-Briand. Elle se situe désormais sur le site des casernes Kléber.
Le 30 juin 1981, grâce à une subvention du conseil général, un projet d'aménagement du bâtiment du 74 avenue Foch en « foyer du 3e âge » est voté. Il devient alors le foyer Foch, un lieu de rassemblement pour les personnes âgées et les associations.

### Équipements culturels
En 1942, la commune achète la propriété d'un certain Albert Maringer. Elle se compose alors de quelques bâtiments renfermant un stand de tir (une extension du stand de tir Saint-Georges de Nancy), ainsi qu'un vaste parc utilisé pour des fêtes et cérémonie en tout genre. La commune donne à cette acquisition le nom de parc municipal du Grémillon en référence au ruisseau du même nom. Mais elle se voit attribuer, le 27 janvier 1969, le nom de parc municipal et salle des fêtes Albert-Maringer par décision du conseil municipal.
Depuis, le rôle de cet espace, plus communément appelé ensemble Maringer, n'a pas beaucoup changé. Il reste en effet un lieu de rassemblement et accueil de nombreuses manifestations chaque année. Il sert également d'espace de réunion pour les associations locales.

## Population et société

### Démographie
L'évolution du nombre d'habitants est connue à travers les recensements de la population effectués dans la commune depuis 1793. Pour les communes de moins de 10 000 habitants, une enquête de recensement portant sur toute la population est réalisée tous les cinq ans, les populations de référence des années intermédiaires étant quant à elles estimées par interpolation ou extrapolation. Pour la commune, le premier recensement exhaustif entrant dans le cadre du nouveau dispositif a été réalisé en 2005.

En 2022, la commune comptait 8 733 habitants, en évolution de +0,33 % par rapport à 2016 (Meurthe-et-Moselle : −0,13 %, France hors Mayotte : +2,11 %).
| 1793 | 1800 | 1806 | 1821 | 1831 | 1836 | 1841 | 1846 | 1851 |
| ---- | ---- | ---- | ---- | ---- | ---- | ---- | ---- | ---- |
| 535  | 553  | 621  | 585  | 602  | 653  | 676  | 714  | 726  |

| 1856 | 1861 | 1872 | 1876 | 1881 | 1886 | 1891 | 1896 | 1901 |
| ---- | ---- | ---- | ---- | ---- | ---- | ---- | ---- | ---- |
| 655  | 701  | 763  | 900  | 827  | 874  | 920  | 930  | 974  |

| 1906  | 1911  | 1921  | 1926  | 1931  | 1936  | 1946  | 1954  | 1962  |
| ----- | ----- | ----- | ----- | ----- | ----- | ----- | ----- | ----- |
| 1 086 | 1 240 | 2 038 | 2 604 | 3 680 | 4 121 | 2 577 | 2 113 | 4 303 |

| 1968  | 1975  | 1982  | 1990  | 1999  | 2005  | 2006  | 2010  | 2015  |
| ----- | ----- | ----- | ----- | ----- | ----- | ----- | ----- | ----- |
| 4 660 | 7 480 | 7 447 | 7 378 | 7 310 | 7 357 | 7 329 | 8 450 | 8 709 |

| 2020  | 2022  | - | - | - | - | - | - | - |
| ----- | ----- | - | - | - | - | - | - | - |
| 8 841 | 8 733 | - | - | - | - | - | - | - |

Le faible nombre d'habitants en 1710 (78) est probablement dû au rude hiver de 1709 et à la famine qui s'est ensuivie.
La présence de Nancy à quelques kilomètres à l'ouest est un facteur important de l'évolution démographique. Dans les années 1870, la guerre franco-allemande provoque un exode en provenance des régions conquises vers les villes et villages frontaliers comme Essey. On dénombre ainsi 200 nouveaux habitants en 15 ans.
Le nombre d'habitants ne cesse alors d'augmenter jusqu'à la Seconde Guerre mondiale au cours de laquelle il chute considérablement.
Pendant les Trente Glorieuses, la commune se repeuple, pour se stabiliser aux alentours de 7 500 habitants entre 1975 et 2006.
Depuis 2006, la population augmente de nouveau significativement, avec 8 505 habitants au 1er janvier 2011.

### Manifestations culturelles et festivités
Les deux principaux événements culturels se déroulant à Essey-lès-Nancy sont :
- le salon du livre « Printemps Littéraire» ;
- le festival de chanson française « Essey Chantant ».

### Cultes
Il existe trois églises catholiques sur le territoire d'Essey.
L'église Saint-Georges, dont la structure fait plus penser à une place forte médiévale qu'à une église, possède un autel en marbre datant du XVIIIe siècle. À droite du chœur se trouve une peinture de Demange Prot Dominique datée de 1672 : La Vierge à l'Enfant, entourée de saints et d'armoiries. Très peu de messes sont célébrées dans cette église à l'heure actuelle. Elle est toutefois utilisée pour commémorer, à leur date respective, les armistices des deux guerres mondiales.
En raison de l'accroissement démographique d'Essey-lès-Nancy, la taille de l'église Saint-Georges devint insuffisante et engendra le besoin d'une seconde église sur le territoire de la commune. La construction de l'église Saint-Pie X - Saint-Luc débute donc en 1965. Elle est consacrée le 24 septembre 1967 par monseigneur Émile Pirolley, évêque de Nancy et par l'abbé Paul Home, prêtre de la paroisse.
Il faut rajouter enfin la Chapelle de la Maison de retraite du Bas-Château.

### Revenus de la population et fiscalité
En 2021, le budget de la commune était constitué ainsi :
- total des produits de fonctionnement : 6 019 000 €, soit 668 € par habitant ;
- total des charges de fonctionnement : 5 352 000 €, soit 594 € par habitant ;
- total des ressources d'investissement : 1 056 000 €, soit 117 € par habitant ;
- total des emplois d'investissement : 1 235 000 €, soit 137 € par habitant ;
- endettement : 4 081 000 €, soit 453 € par habitant.

Avec les taux de fiscalité suivants :
- taxe d'habitation : 7,95 % ;
- taxe foncière sur les propriétés bâties : 25,19 % ;
- taxe foncière sur les propriétés non bâties : 9,15 % ;
- taxe additionnelle à la taxe foncière sur les propriétés non bâties : 0,00 % ;
- cotisation foncière des entreprises : 0,00 %.

Chiffres clés Revenus et pauvreté des ménages en 2020 : médiane en 2020 du revenu disponible, par unité de consommation : 22 300 €.

## Économie

### Agriculture
- Culture et élevage associés.
- Élevage d'autres animaux.
- Reproduction de plantes.

## Culture locale et patrimoine

### Lieux et monuments

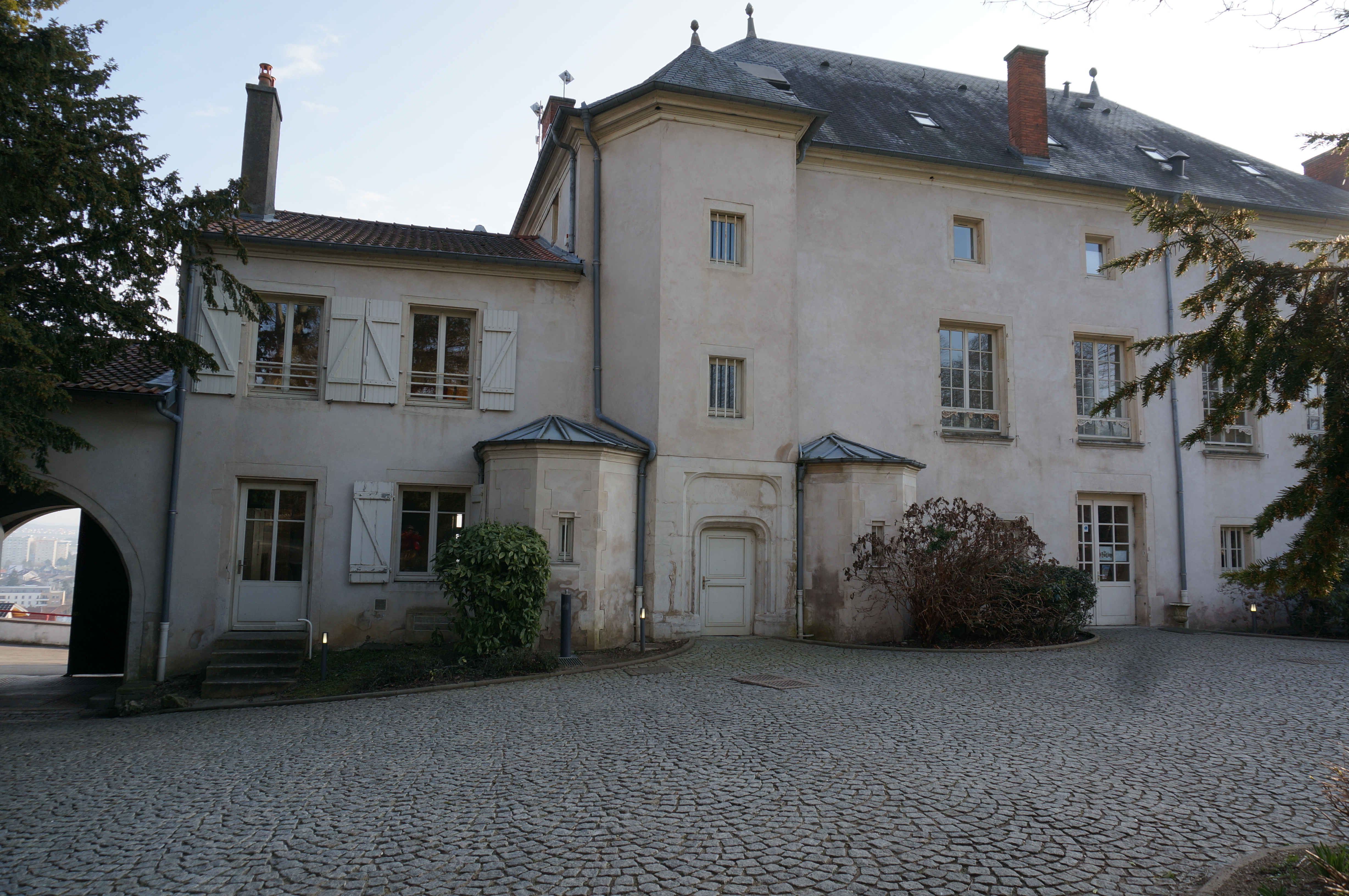
Façade Renaissance sur le parc.

#### Site archéologique
Un site préhistorique de l'âge du fer est situé sur la butte Sainte-Geneviève. Il est entouré de falaises naturelles et de remparts. Les fouilles ont révélé la présence de caves et d'objet divers. Il est inscrit à l'inventaire des monuments historiques par arrêté du 7 octobre 1998.

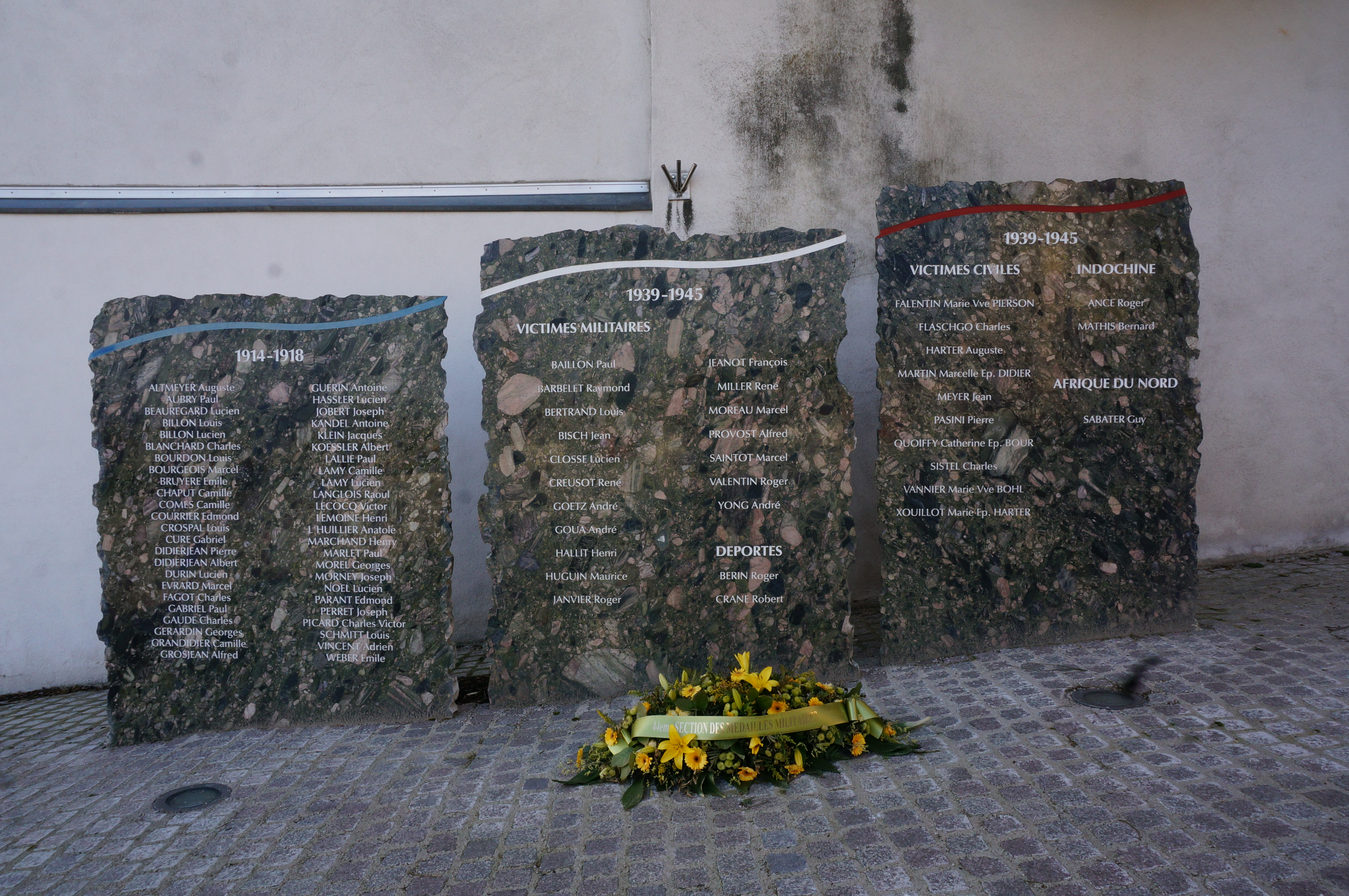
Le monument aux morts sur le mur du château devant l'église.

#### Les châteaux
Essey était découpé en deux seigneuries : le Haut-Château et le Bas-Château.
Au XIXe siècle, le Bas-Château est transformé en maison de retraite : la maison de retraite Saint-Joseph, propriété de la congrégation des sœurs de la Charité, puis d'un organisme laïc en 1875.
Comme de nombreux châteaux en France et en Lorraine, le Haut-Château est détruit vers le début du XVIIe siècle par ordre de Richelieu. Il est toutefois reconstruit une cinquantaine d'années plus tard par les habitants au style de la Renaissance.
Il est acheté en 1985 par la commune. Le conseil municipal décide alors de le réhabiliter et d'y aménager des salles de réunion et d'exposition. L'inauguration se déroula le 25 janvier 1987, son jardin devenant un parc d'agrément.

#### Édifices religieux

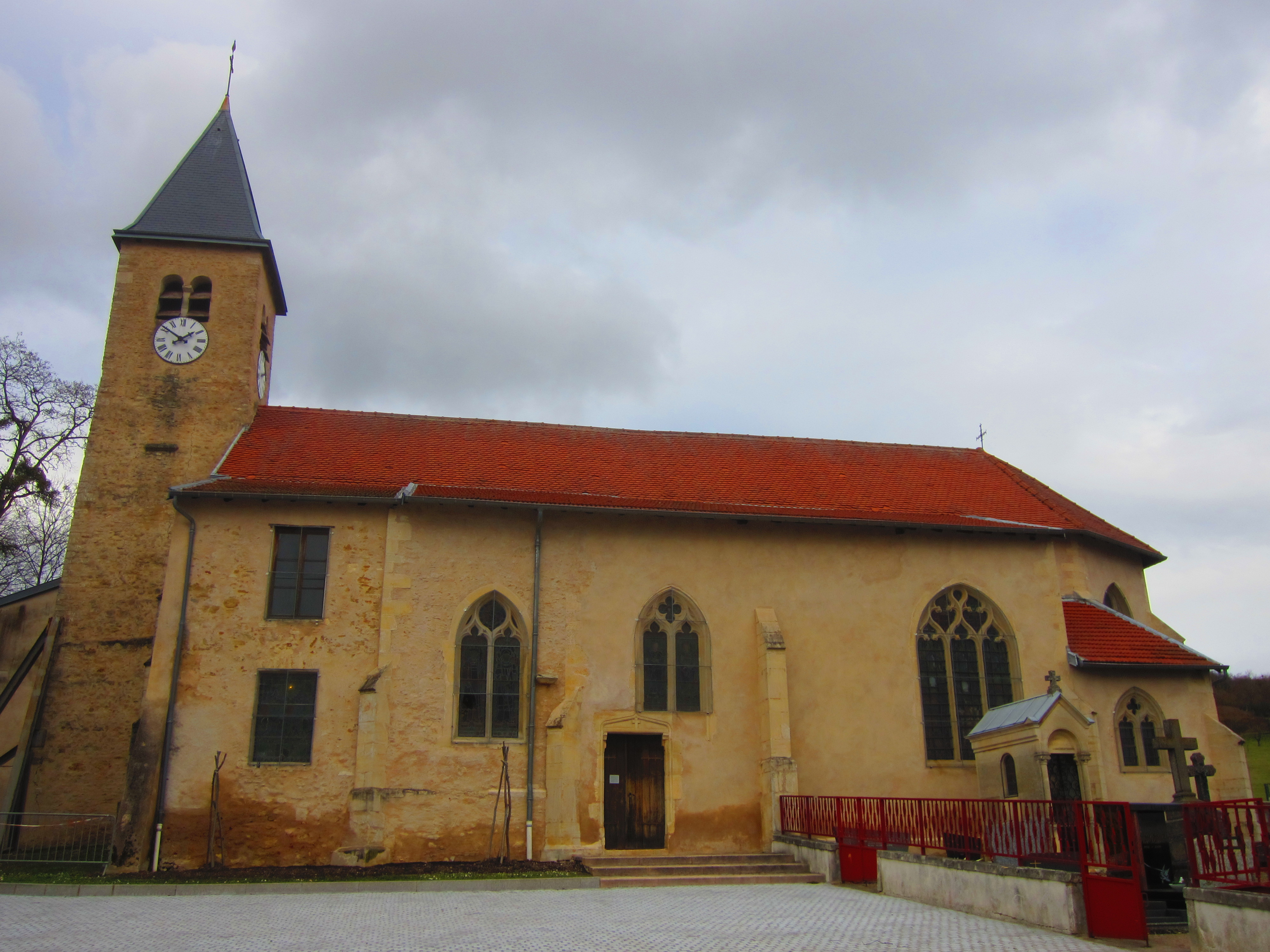
Église Saint-Georges.

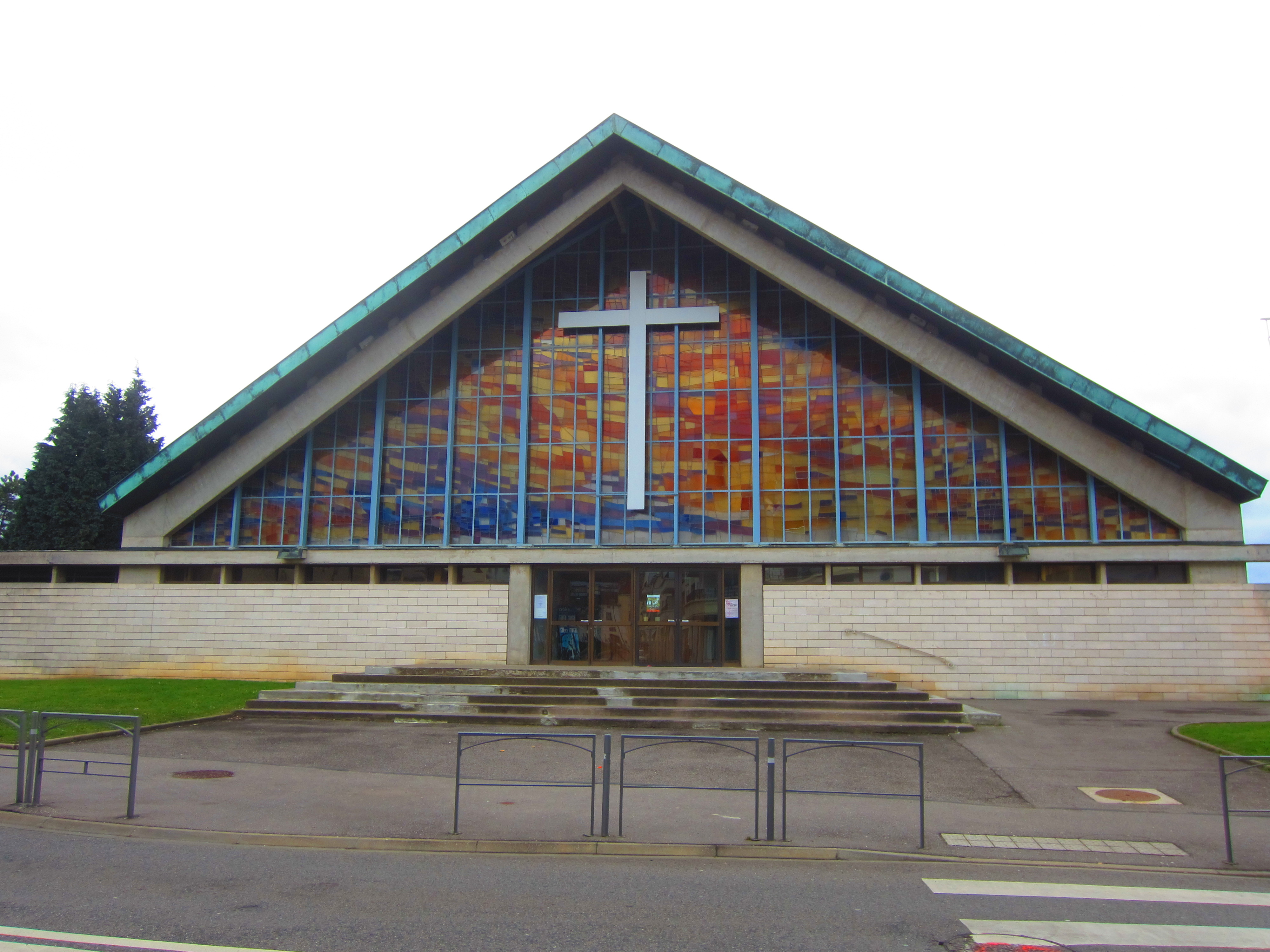
Église Saint-Pie X.

- Église Saint-Georges d'Essey-lès-Nancy inscrite au titre des monuments historiques par arrêté du 20 juillet 1990[47].
- Église Saint-Pie X, construite de 1965 à 1967 dont les verrières figurent à l'inventaire général du patrimoine culturel[48].

#### Monuments commémoratifs
- Monument aux morts[49] : Conflits commémorés : 1870-1871-  1914-1918 - 1939-1945 - Indochine (1946-1954).
- Le monument aux morts sur le mur du château devant l'église.

#### Caserne Kléber
Histoire de la caserne Kléber d'Essey :
- en 1913, le 69e régiment d'infanterie, s'installe dans la caserne ;
- en 1920, elle est transformée en base aérienne et accueille ses premiers Farman 50 ;
- en 1932, elle devient la base aérienne 121 (BA 121) ;
- en 1938, Charles Trenet y accomplit son service militaire ;
- durant la Seconde Guerre mondiale, la base est occupée par les Allemands ;
- le 31 décembre 1964, la BA 121 est dissoute, on parle à nouveau de caserne Kléber. Elle accueille depuis cette date l'Armée de terre ;
- en 2008, parution du Livre Blanc sur la défense et la sécurité nationale et décision de fermeture[50] ;
- en 2010, dissolution de la 4e brigade aéromobile et fermeture de la caserne[51] ;
- en 2014, démolition des bâtiments non réutilisables[52] ;
- le 18 janvier 2019, inauguration de l'état-major du Service départemental d'incendie et de secours de Meurthe-et-Moselle par le ministre de l'Intérieur Christophe Castaner[53].

### Personnalités liées à la commune
- Robert Hossein (1927-2020), réalisateur, acteur, scénariste, dialoguiste et metteur en scène, est décédé dans la commune.
- Francis Kuntz ou Kafka (né en 1956), auteur, dessinateur, musicien, acteur et réalisateur.
- Grégory Wimbée (né en 1971), ancien gardien de but.
- Mathias Auclair (né en 1972), conservateur des bibliothèques.
- Marie Dosé (née en 1974), avocate au barreau de Paris spécialisée dans les affaires pénales.
- Antoine Reinartz, acteur né en 1985 à Essey-lès-Nancy, ayant reçu le César du meilleur acteur dans un second rôle en 2018.
- Rudy Gestede (né en 1988), attaquant à Aston Villa.
- Rémi Walter (né en 1995), milieu de terrain évoluant à l'AS Nancy-Lorraine.

### Essey dans les arts et la culture
Jean-Paul Sartre, dans Le Sursis, met en scène des hommes mobilisés en 1938, à la veille des accords de Munich, notamment Maurice, qui doit prendre le train pour Essey-lès-Nancy.

### Héraldique, logotype et devise

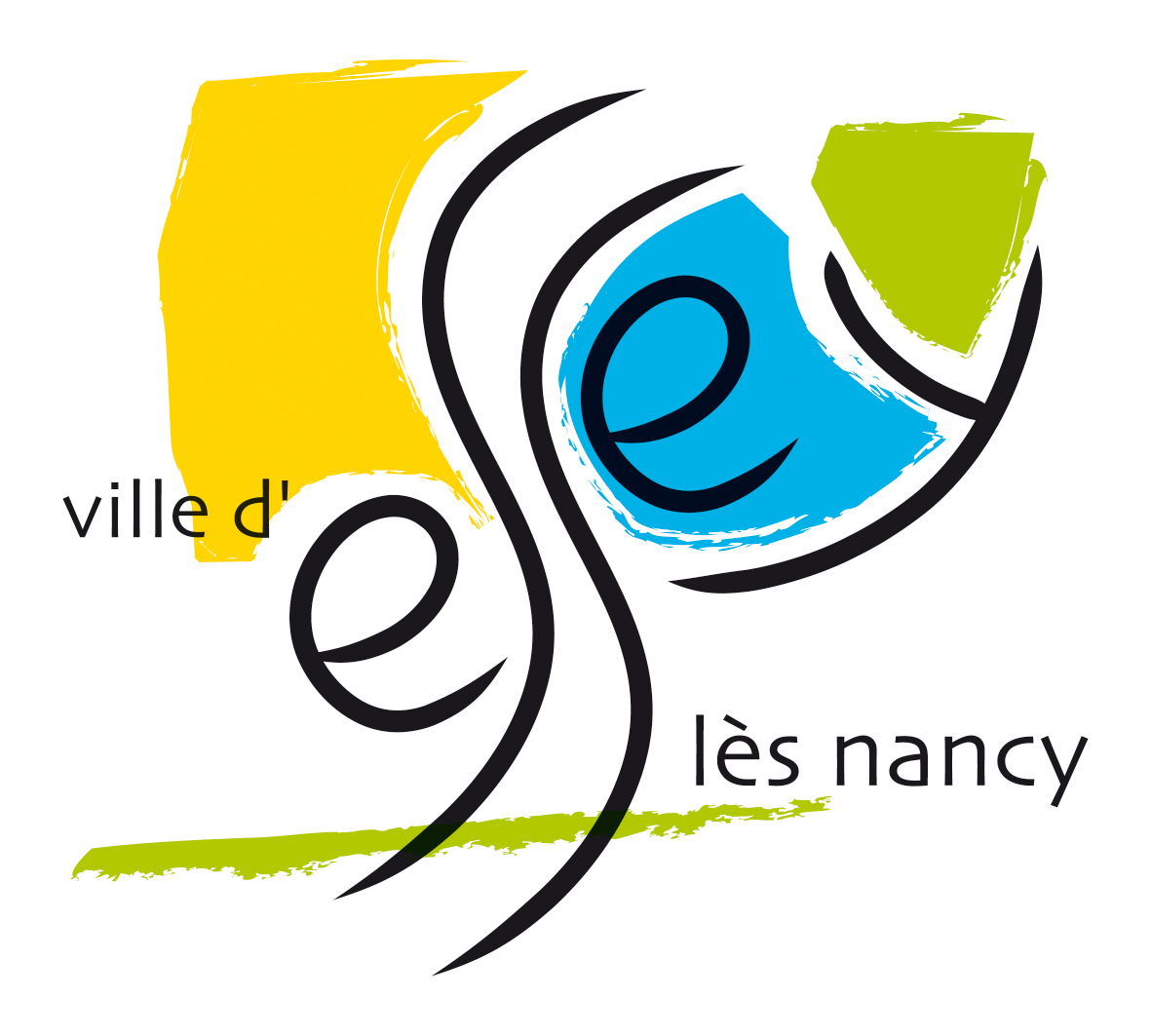
Logotype de la ville.

| Blason de Essey-lès-Nancy | Blason  | Gironné d'argent et de gueules de douze pièces, sur le tout d'azur à la tour d'argent, maçonnée et terrassée de sable.                                                                            |
| Blason de Essey-lès-Nancy | Détails | La tour central du blason fait référence au Haut-Château, l'une des deux anciennes seigneuries d'Essey. Ces armoiries ont été adoptées par délibération du Conseil Municipal de la ville en 1990. |

Dans le logo, le dessin des deux « S » représente les deux axes de communication qui traversent la ville de part en part. ils symbolisent l’ouverture de la ville sur l’extérieur. Les masses de couleurs représentent la surface des deux parties de la ville ; leur gémellité est soulignée par la présence des deux « e ». Le trait de soulignement vert sert à relier « Essey » à « lès Nancy » aussi bien qu’il unifie les quartiers de la ville. Quant au tracé du « Y », qui enchâsse la surface verte (qui représente le pôle d'activités « Porte Verte »), il évoque les nouvelles voies récemment ouvertes, tout en finissant de donner à la ville son homogénéité. Les lettres tracent des arabesques en un trait vigoureux et fluide. Les masses de couleur sont vivantes, spontanées et généreuses...

## Pour approfondir